# Огірок звичайний
Огірок звичайний (Cucumis sativus) — вид одомашнених овочів з родини гарбузових. Огірки є об'єктом польового та тепличного сільського господарства.

## Історія
Огірок з'явився в культурі понад 6000 років тому. Батьківщина цього виду — тропічні і субтропічні північно-західні райони Індії та Китаю, де він досі росте в природних умовах. Також був згаданий в Біблії, як овоч Єгипту (Числа 11:5). Огірок також зображений на фресках Стародавнього Єгипту та у грецьких храмах, що дозволяє судити про досить поважний його вік. За однією з версій також відомо, що огірки були завезені до Китаю з Персії у 200 році до н. е.

## Етимологія
Слов'янська назва рослини (укр. огірок, біл. агурок, рос. огурец, пол. ogórek, чеськ. okurka) походить від грец. άγωρος. Через посередництво слов'янських мов це слово запозичене до балтійських (лит. agurkas, латис. gurķis) і германських мов (нім. Gurke, англ. gherkin і нід. augurk («маленький огірок»), дан. agurk, швед. gurka).
Латинська назва cucumis, очевидно, має неіндоєвропейське, субстратне походження: його розглядають як «слово-вандерворт» з якоїсь невідомої середземноморської мови.

## Опис

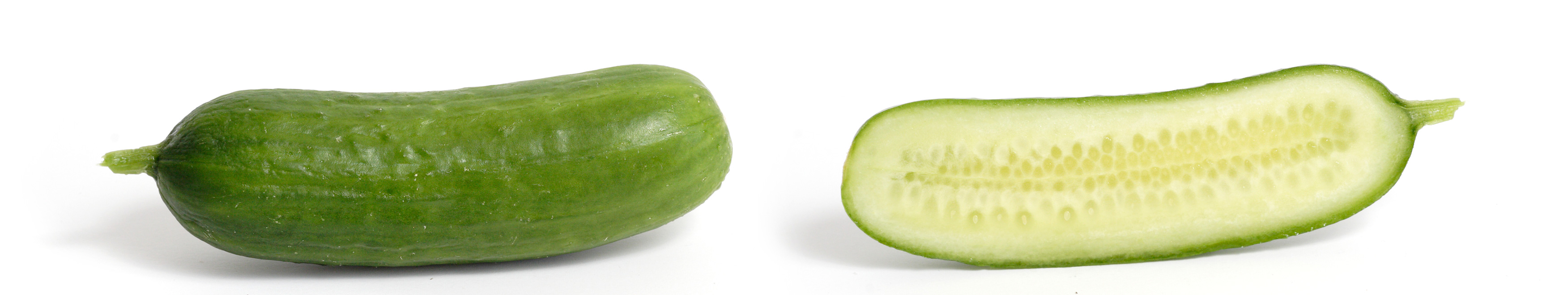
Плід огірка

Плід огірка, як і гарбуза, — гарбузина. В Індії дикі огірки ростуть у лісах, обвиваючи дерева, як ліани. Плоди диких огірків — дрібні та неїстівні через вміст гірких речовин — кукурбітацину (Сucurbitacin). В Україні, огірки зростають на городах, але інколи огудина підіймається нагору та обплітає встановлені підпірки або сусідні паркани. 

### Склад
Огірок є найнижчим поживним продуктом за показниками (калорії, ккал: 15 / білки, г: 0.8 / жири, г: 0.1 / вуглеводи, г: 2.8). Оскільки огірок накопичує до 95 % води всередині себе, він ціниться за смак, а не за харчовими (калорійними) перевагам. Не дивлячись на дане твердження, в огірках так само міститься безліч корисних речовин: кальцій, фосфор, калій, йод та інші. По суті огірки не можуть поступитися навіть моркві або цибулі, крім того, вони містять вітаміни необхідні для нормальної життєдіяльності, а саме: С, А, B6, B2 і PP.

### Вирощування
У Китаї та Японії землевласники знімають урожай цих овочів тричі на рік. Вони спочатку вирощують огірки в ящиках на дахах, а потім висаджують на добре удобрену землю городу й підв'язують до палиць. Зі шпалер звисають величезні плоди огірків довжиною 1,5 м. Цей сорт китайських огірків культивують тепер у Європі в теплицях.
Доведено, що регулярне вживання в їжу цього продукту швидко відновлює сили після різних стресів. Ось, що писали про огірки у «Лікарському пораднику» триста років тому: «Вода, у якій огірки варені, якщо її прийняти, спрагу гасить, а якщо до того додаєш мазь, складену із соку свороборинного цвіту (шипшини або троянди) із цукром за всіма правилами, тоді цей засіб прохід рухає (підсилює роботу кишки)».
Огіркові рекорди занесені навіть у Книгу рекордів Гіннеса. Так найдовший огірок — 1,83 м вирощений в Угорщині й належить до китайського різновиду огірків[джерело?]. У приміщенні вдалося виростити огірок вагою більше 6 кг, а на повітрі ненабагато менше — 3,7 кг.

### У харчуванні
Огірок — чи не єдиний з овочів, плоди якого люди споживають в зеленому недозрілому вигляді[джерело?]. Він на 95-98 % складається з води, отже, містить мінімум калорій. Огірок є джерелом лужних солей, які здатні уповільнювати процеси старіння й утворення каменів в нирках і печінці.
Огірки пробуджують апетит і збільшують кислотність шлункового соку — тому ними не можна захоплюватися людям з гастритом, підвищеною кислотністю, а також виразковою хворобою. У огірках містяться корисні й легкозасвоювані сполуки йоду: учені вважають, що регулярне вживання огірків в їжу покращує роботу щитоподібної залози, серця і судин[джерело?]. Огірки містять багато клітковини — тому покращують перистальтику кишки, а також очищають від зайвого холестерину стінки судин. Огірок містить цукор, білок, вітаміни В1 і В2, вітамін С, каротин, хлорофіл, фолієву кислоту, калій, фосфор, залізо, натрій, магній, хлор, марганець, цинк, мідь, хром і навіть срібло. Завдяки великому вмісту калію огірки знімають набряки, знижують артеріальний тиск, мають легкий послаблювальний ефект. Сік огірка попереджає перехід вуглеводів в жири й зупиняє відкладення солей. Завдяки низькій калорійності, огірок використовується в різноманітних дієтах для схуднення.

## Огірок у традиційній культурі
Огірок є одним із найбільш популярних овочів в Україні. Саме тому в українському фольклорі й присутні народні пісні про огірки, які залюбки виконують та слухають українці. Наприклад, українську народну пісню «Посіяла огірочки...».

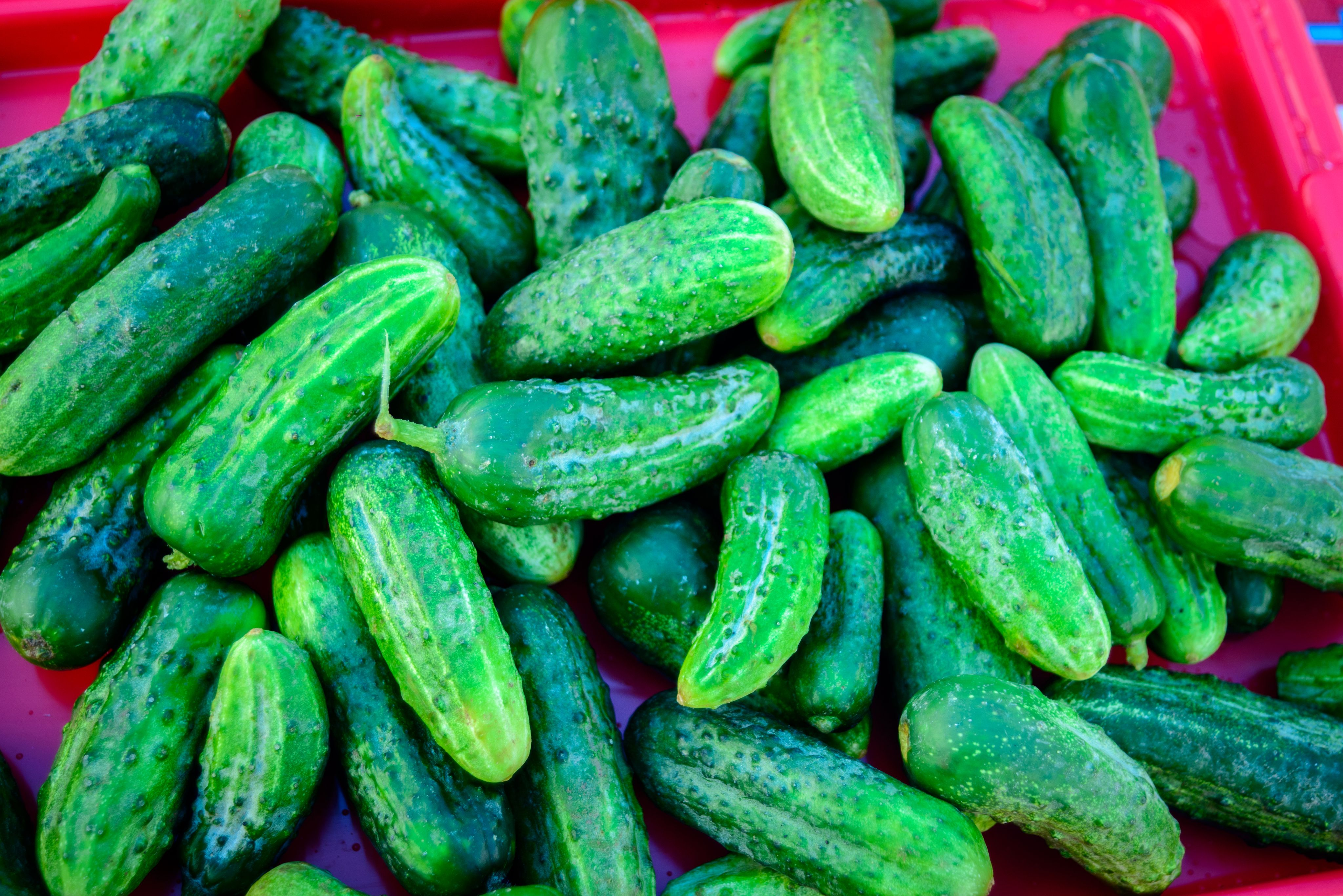

## Вшанування
Огірку були встановлені пам'ятники в декількох країнах. 16 грудня 2005 року, в місті Ніжині на Чернігівщині, який відомий своїми консервованими огірками, було встановлено Пам'ятник ніжинському огірку.

## Цікаві факти
У часи, коли огірки були великою рідкістю, турецький султан Магомед II (1451—1481), жорстокий і жадібний, одного разу наказав розрізати животи своїм семи підлеглим, щоб довідатися, хто з них з'їв один із присланих йому в подарунок огірків.

## Див. також

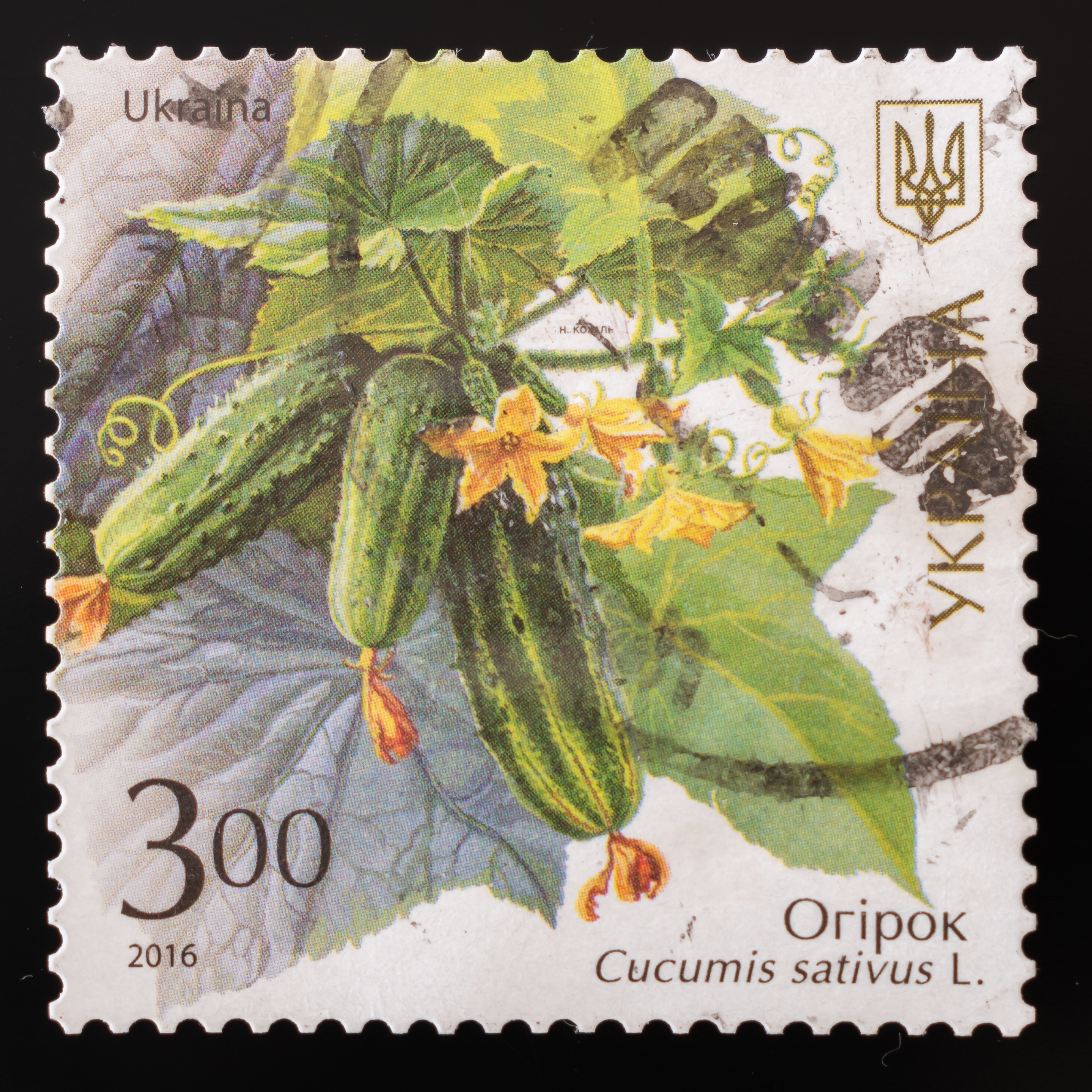